# Haubenzwergfischer
Der Haubenzwergfischer (Corythornis cristatus, Syn.: Alcedo cristata), auch Malachiteisvogel genannt, ist eine Vogelart, die zu den Eisvögeln (Alcedinidae) gehört.
Er lebt an Binnengewässern, also an Flüssen, Seen und in Sumpfgebieten, und ist in Afrika südlich der Sahara, von Senegal und Äthiopien bis Südafrika, weit verbreitet.

## Merkmale
Er wird 13 bis 14 Zentimeter lang. Der Scheitel ist ultramarinblau und schwarz gestreift. Seine namensgebende malachitgrüne Federhaube trägt er meist angelegt. Das Grünblau des Scheitels reicht bis zu den Augen. Der Rücken ist ultramarinblau, die Kehle weiß, die Seiten und der Bauch orange. Das unterschiedliche Blau der Federhaube und des Scheitels und des Rückens sind ein unverwechselbares Kennzeichen der Art. Der Schnabel der Jungvögel ist schwärzlich, der der ausgewachsenen Vögel rot.

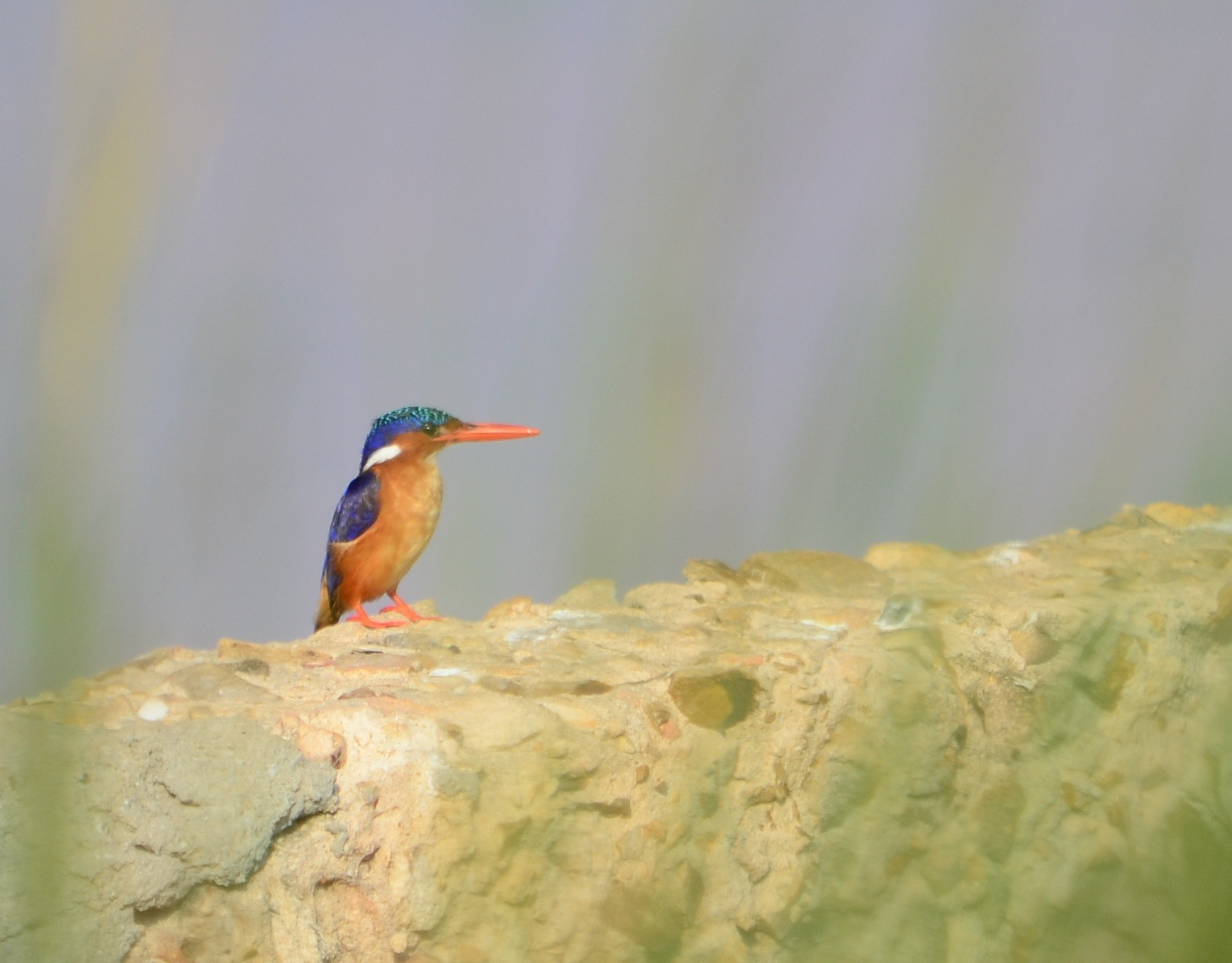
Corythornis cristatus

## Lebensweise

### Ernährung
Wie der heimische Eisvogel ist der Haubenzwergfischer ein Stoßtaucher und an allen Gewässertypen zu finden, häufig auch in Mangroven. Er bevorzugt Sitzwarten, die weniger als 1 m über dem Wasser liegen, und, im Vergleich zu anderen Eisvogelarten, mit denen er sich den Lebensraum teilt, eher flachere Gewässerbereiche für die Jagd. Der Haubenzwergfischer ernährt sich von kleinen Fischen und großen limnischen Insektenlarven (Libellenlarven), erbeutet aber auch Süßwasserkrabben und Süßwassergarnelen, Frösche und Kaulquappen und gelegentlich kleine Eidechsen und terrestrische Insekten wie Heuschrecken oder Fangschrecken.

### Lautäußerung
Sein Ruf ist ein scharfes, aber nicht sehr lautes teep, teep. Der Gesang wird als ii-tiii-cha-cha, chui chui tuiichui chui mit abschließendem Gekicher beschrieben.

### Fortpflanzung
Der Haubenzwergfischer brütet in selbst gegrabenen Erdhöhlen in sandigen Uferbänken. Beide Altvögel beteiligen sich an den Grabarbeiten. Für die Anlage ihrer Bruthöhlen bevorzugen sie sandige Sedimente mit einem moderaten Anteil an Ton- und Silt-Fraktion. Die Wahl stellt einen Kompromiss zwischen der Leichtigkeit, mit der der Boden von den Vögeln bearbeitet werden kann, und der Stabilität der fertig ausgehobenen Bruthöhle dar („Heneberg-Kompromiss“).
Die Weibchen legen 2–4 Eier, die 15–16 Tage lang in der Erdhöhle bebrütet werden. Die geschlüpften Jungvögel verbleiben für weitere 16–17 Tage in der Bruthöhle. In anderen Quellen wird die Gelegegröße mit 3–6 Eiern angegeben. Die Brutsaison kann sich über 4–6 Monate hinziehen und einzelne Paare können mehrmals pro Saison brüten.